# Park Gyu-young
Park Gyu-young (Busan, 27 juli 1993) is een Zuid-Koreaans actrice. Ze is bekend van haar rol in It's Okay to Not Be Okay in 2020 en haar rol in het tweede seizoen van Squid Game in 2024.

## Biografie
Park werd geboren op 27 juli 1993 in Busan. Ze ging naar de en Yonsei Universiteit. Park studeerde af aan laatstgenoemde in 2022.
Park begon met het trainen om actrice te worden en werd in 2015 ontdekt door JY0 Entertainment, die haar op het collegemagazine Daehaknaeil zagen. Ze maakte haar acteerdebuut in de muziekvideo Crosswalk van Jo Kwon in 2016. Van 2016 tot 2018 had ze een terugkerende rol  in de dramaseries Solomon's Perjury, Rain or Shine en The Third Charm. Ook verscheen ze in de web dramaseries Magic School en Miss Independent Jieun. Park maakte haar filmdebuut in de films Wretches en Love+Sling in 2018.
Park verscheen in 2019 in dramaseries Romance Is a Bonus Book and Nokdu Flower in terugkerende rollen. In augustus 2019 verliet ze JYP Entertainment en voegde ze zich bij Saram Entertainment. In 2020 verscheen ze voor het eerst in een televisieserie in een tvN dramaserie met haar rol in It's Okay to Not Be Okay, naast Kim Soo-hyun and Seo Yea-ji. In hetzelfde jaar verscheen Park in de Netflix-serie Sweet Home.
In 2021 had Park een rol in de mysterieuze dramaserie The Devil Judge als Yoon Soo Hyun, Kim Ga On's jeugdvriend die een politiedetective is geworden. In de KBS-dramaserie Dali & Cocky Prince had Park haar eerste hoofdrol. De dramaserie ging in première in september 2021.
In 2023 had Park een rol in de originele Netflix-serie Celebrity wat haar internationale herkenning opleverde. Eveneens in 2023 had ze een rol in de serie A Good Day to Be a Dog naast Cha Eun-woo. Park had in december 2024 een rol als bewaker 011 in de Netflix-serie Squid Game.

## Filmografie

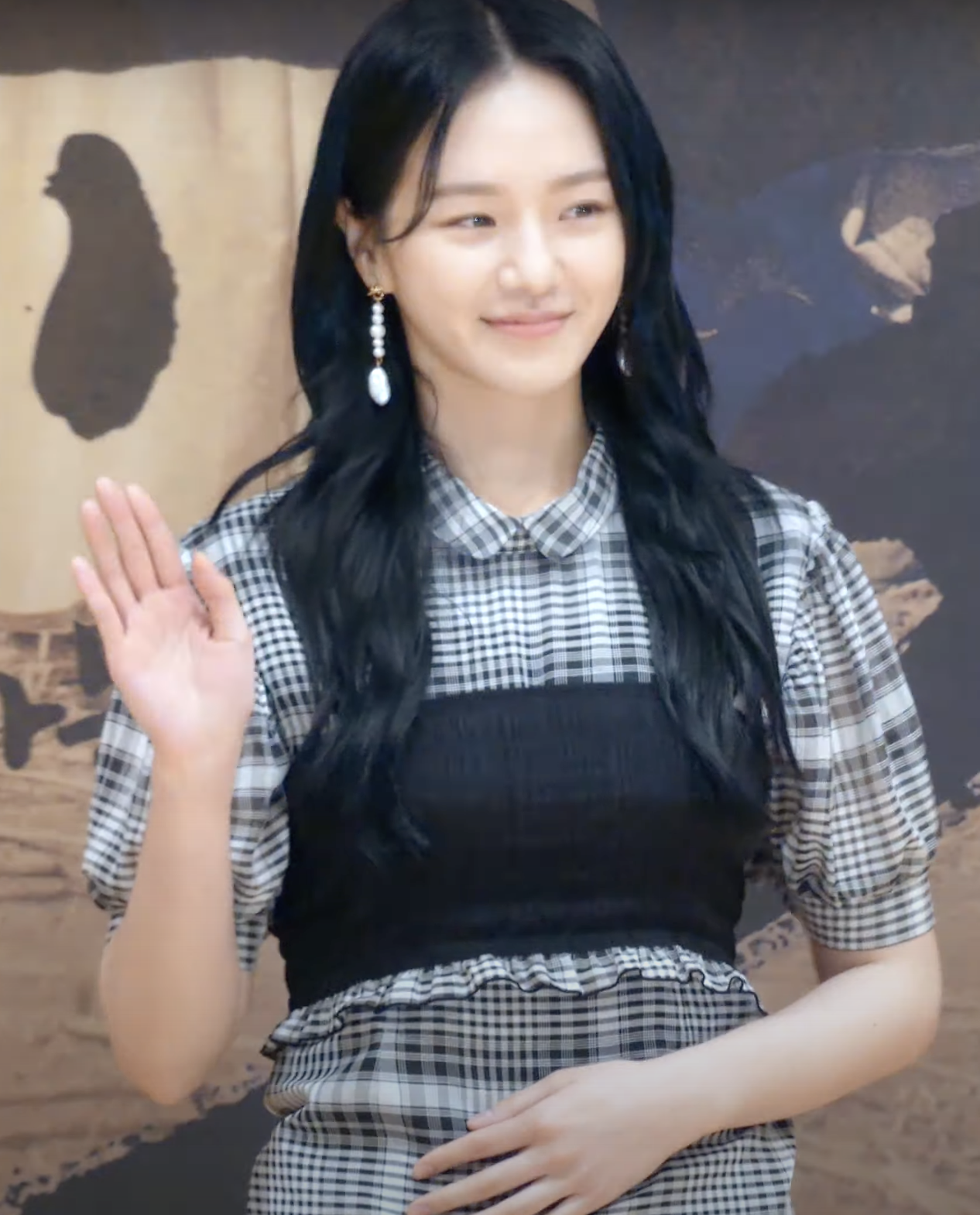
Park in april 2019

### Films
| Jaar | Titel                              | Rol                         | Opmerkingen | Ref           |
| ---- | ---------------------------------- | --------------------------- | ----------- | ------------- |
| 2017 | Dear                               | Ho-jung                     | Korte film  | [ 11 ] [ 12 ] |
| 2017 | Close Encounters of the Third Kind | Gyu-young                   | Korte film  | [ 13 ]        |
| 2017 | Heart Blackened                    | Vrouwelijke collegestudente |             | [ 14 ]        |
| 2018 | Wretches                           | Ye-ri / Bo-kyung            |             | [ 15 ] [ 16 ] |
| 2018 | Love+Sling                         | So-young                    |             | [ 17 ] [ 18 ] |

### Televisie
| Jaar      | Serie                        | Rol              | Extra                 | Ref    |
| --------- | ---------------------------- | ---------------- | --------------------- | ------ |
| 2016      | Bring It On, Ghost           | Lee Se-in        |                       | [ 18 ] |
| 2016–2017 | Solomon's Perjury            | Baek Hye-rin     |                       | [ 16 ] |
| 2017      | Suspicious Partner           | Park So-young    | Cameo                 | [ 18 ] |
| 2017      | Kang Deok Sun's Love History | Na Aae-hyang     | KBS Dramaspecial      | [ 19 ] |
| 2017      | Buzzcut Love                 | Ji Yool's sister | KBS Dramaspecial      | [ 18 ] |
| 2017      | Fight for My Way             | Ahn Su-jeong     | Cameo (aflevering 16) | [ 18 ] |
| 2017–2018 | Rain or Shine                | So-mi            |                       | [ 20 ] |
| 2018      | Queen of Mystery 2           | Jang Se-yeon     | Cameo                 | [ 18 ] |
| 2018      | Life on Mars                 | Dochter          | Cameo                 |        |
| 2018      | The Tuna and the Dolphin     | Kang Hyun-ho     | KBS Dramaspecial      | [ 21 ] |
| 2018      | The Third Charm              | On Ri-won        |                       | [ 22 ] |
| 2019      | Romance Is a Bonus Book      | Oh Ji-yul        |                       | [ 23 ] |
| 2019      | Nokdu Flower                 | Hwang Myung-shim |                       | [ 24 ] |
| 2020      | It's Okay to Not Be Okay     | Nam Ju-ri        |                       | [ 25 ] |
| 2021      | The Devil Judge              | Yoon Soo-hyun    |                       | [ 26 ] |
| 2021      | Dali & Cocky Prince          | Kim Dali         |                       | [ 27 ] |
| 2023–2024 | A Good Day to Be a Dog       | Han Hae-na       |                       | [ 28 ] |

### Webserie
| Jaar      | Titel                       | Rol         | Extra                  | Ref           |
| --------- | --------------------------- | ----------- | ---------------------- | ------------- |
| 2016      | Touching You                | Winkelklant | Cameo (Aflevering 7-8) | [ 29 ]        |
| 2017      | Magic School                | Yoo-ri      |                        | [ 6 ]         |
| 2018      | Miss Independent Jieun      | Kim Ji-eun  |                        | [ 7 ]         |
| 2018      | Why Are Girls Always Angry? | Kyu-young   |                        | [ 18 ]        |
| 2020–2023 | Sweet Home                  | Yoon Ji-soo | Seizoen 1–2            | [ 10 ] [ 30 ] |
| 2023      | Celebrity                   | Seo A-ri    |                        | [ 31 ]        |
| 2024      | Squid Game seizoen 2        | Kang No-eul | Hoofdrol               | [ 32 ]        |
|           | In the Net                  | A-yi        |                        | [ 33 ]        |